# Peppa
Peppa, auch Peppa Singt, (* in Berlin-Kreuzberg, bürgerlich Giuseppa Singt) ist eine deutsche Sängerin und Songwriterin.

## Leben
Peppa wurde in Berlin-Kreuzberg geboren, wuchs aber in ländlicher Gegend im Rhein-Sieg-Kreis auf. Als Enkelin einer Sopranistin und Tochter des Orchester- und Jazzmusikers Walter Gauchel erhielt sie als Kind musikalische Früherziehung. Aufgrund ihrer ausgeprägten Musikalität erhielt sie in jungen Jahren ein Musik-Stipendium für Hochbegabte.
Mitte 2008 wurde sie von dem deutschen Produzenten Moses Pelham auf dem Online-Portal Myspace entdeckt und daraufhin zu einem Treffen zwecks möglicher musikalischer Zusammenarbeit nach Frankfurt eingeladen. Kurz darauf nahm er sie unter Vertrag des eigenen Labels 3P.
Einem größeren Publikum wurde sie 2009 als neue Stimme der deutschen Soul-Band Glashaus bekannt, mit der sie ein Studioalbum, ein Livealbum und zwei Singles veröffentlichte.
2013 fand ein Reunion-Konzert zusammen mit der ehemaligen Sängerin Cassandra Steen in der Alten Oper Frankfurts statt.
2016 wurde bekannt, dass Cassandra Steen für das neue Glashaus-Album „Kraft“ wieder als Frontfrau zur Band zurückkehrt.
Nach Glashaus kollaborierte Peppa vor allem mit Künstlern der deutschen Hip-Hop-Szene, wie zum Beispiel mit Moses Pelham auf den beiden Nr.-1-Alben „Kaos“ von Vega, und Zeiten ändern Dich von Bushido.
Seit 2014 ist sie hauptsächlich als Live- und Studio-Musikerin für diverse Künstler der deutschen Musikszene tätig.
Als Sängerin und Keyboarderin ist sie regelmäßig auf Tour mit Tim Bendzko, Pur, Moses Pelham und auch dem Folk-Projekt L’Aupaire. Auch ist sie ein fester Bestandteil des Projektes 6K United, welches jährlich in verschiedenen Städten Deutschlands Konzerte mit jeweils 6.000 Kindern der jeweiligen Region veranstaltet.,
2016 nahm sie mit Trettmann für dessen EP „Kitschkrieg“ den Song Wolken Essen auf.
2018 sang sie sämtliche Frauenstimmen und Chöre für das Pur-Album  Zwischen den Welten ein und wurde daraufhin mit einer  goldenen Schallplatte ausgezeichnet.
2019 veröffentlichte sie mit finanzieller Unterstützung der Initiative Musik ihre ersten eigenen Singles Fremde Haende und Herz als Solo-Artist. Im gleichen Jahr stellte sie ihre selbstgeschriebene Musik erstmals live im Vorprogramm der Open-Air-Tournee von Pur vor.

## Diskografie

### Studioalben
- 2009: Neu (mit Glashaus)

### Livealben
- 2010: Live aus Frankfurt (mit Glashaus)

### EPs
- 2022: Phoenix

### Singles
- 2009: Das hier (mit Glashaus)
- 2010: Licht (mit Glashaus)
- 2019: Fremde Hände
- 2019: Herz
- 2020: Briefmarke mit Jan Färger
- 2021: Lebkuchenhaus mit Donato

### Gastbeiträge
- 2010: Steh auf (mit Bushido)
- 2012: Bald (mit Animus)[14]
- 2015: Sag jetzt Nichts (mit Vega & Moses Pelham)
- 2015: Wolken Essen (mit Trettmann)[15]
- 2015: Musiker (mit Danny Fresh & Manuel Halter)[16]
- 2016: Papierflieger (mit Vokuz)[17]
- 2018: Zu Ende träumen (mit Pur, Nelson Müller & Peter Freudenthaler)[18]
- 2024: Benelli M4 (mit Moses Pelham & Haftbefehl)

## Filmografie
- 2011: Gute Zeiten, schlechte Zeiten[19]